# Mega Man 7
Mega Man 7  (ロックマン7 宿命の対決 Rokkuman Sebun Shukumei no Taiketsu?, lit. "Rockman 7 : El enfrentamiento predestinado") es un videojuego desarrollado por Capcom para Super Nintendo. Es el séptimo juego en la serie Mega Man y el primer y único título de la misma aparecido en la consola de 16 bits de Nintendo. El juego se publicó primero en Japón el 24 de marzo de 1995 y luego fue localizado para Norteamérica y Europa. El videojuego también está disponible para PlayStation 2, Nintendo GameCube y Xbox como parte del recopilatorio Mega Man Anniversary Collection.
Comenzando justo tras los eventos de Mega Man 6, el argumento presenta al protagonista Mega Man tratando una vez más de detener al malvado Dr. Wily que hace uso de un nuevo conjunto de Robot Masters para liberarse de su cautiverio y empezar a causar estragos. Junto con la ayuda de algunos de sus viejos amigos, Mega Man encuentra aliados potenciales en la misteriosa pareja de robots Bass y Treble. En términos de jugabilidad, Mega Man 7 sigue la misma fórmula clásica de acción y plataformas introducida en los títulos para NES pero se aprovecha de las mayores capacidades de SNES para actualizar los gráficos y el sonido.
Según sus creadores, Mega Man 7 tuvo poco tiempo de desarrollo antes de su lanzamiento. Keiji Inafune, un destacado diseñador de personajes e ilustrador, delegó sus tareas en esta entrega en Hayato Kaji. Mega Man 7 ha recibido, en general, una crítica intermedia, con la mayoría de los analistas considerándolo un simple refrito de anteriores juegos de la serie.

## Robots Masters
Ocho Robot Masters creados por Dr. Wily intentarán aniquilar a Mega Man:
- DWN. 049 Freeze Man. Poder: Freeze Cracker,  Arma débil: Junk Shield, Scorch Wheel, Super Adapter
- DWN. 050 Junk Man. Arma a conseguir: Junk shield,  Arma débil: Thunder Strike, Super Adapter
- DWN. 051 Burst Man. Arma a conseguir: Danger wrap,  Arma débil: Freeze Cracker, Scorch Wheel o Junk Shield
- DWN. 052 Cloud Man. Arma a conseguir: Thunder strike,  Arma débil: Danger wrap, Super Adapter o Thunder Bolt

Después de haberlos vencido aparecerán otros 4 robot master.
- DWN. 053 Spring Man.  Arma a obtener: Wild coil,   Arma débil: Slash claw, Super Adapter
- DWN. 054 Slash Man. Arma a obtener: Slash claw,    Arma débil: Freeze cracker, Scorch Wheel o Super Adapter
- DWN. 055 Shade Man. Arma a obtener: Noise crush,    Arma débil: Wild coil, Super Adapter
- DWN. 056 Turbo Man. Arma a obtener: Scorch wheel,  Arma débil: Noise crush o Super Adapter

## Lanzamiento
En el verano de 1995, Capcom anunció que la traducción al inglés estaba terminada, pero decidieron no lanzar el juego. Según Capcom, la reacción negativa de los jugadores ante esto fue lo que provocó el lanzamiento del título finalmente. Gregory Ballard, presidente de la división norteamericana de Capcom, admitió que la empresa fue demasiado conservadora en la producción de Mega Man 7 cuando se lanzó en septiembre en la región. Al parecer, las ventas de los títulos lanzados por Capcom no superaron la cifras el año anterior, lo que hizo que la empresa redujera la producción durante ese trimestre en particular.

## Recepción
"Mega Man 7" ha recibido críticas moderadamente positivas a lo largo de los años, aunque enfrentó críticas por no aportar innovaciones significativas a la serie y por ser considerado inferior a "Mega Man X". Los críticos señalaron que su jugabilidad se sentía demasiado similar a la de sus predecesores de 8 bits y que no igualaba la creatividad de "Mega Man X". Sin embargo, recibió elogios por su colorida presentación, control de juego y desafío.
La introducción del personaje Bass fue destacada como una adición significativa a la franquicia. A pesar de avanzar a la tecnología de 16 bits, el juego luego volvería a un estilo visual y de audio similar al de NES. Desde su debut en 1995, "Mega Man 7" ha sido reeditado varias veces en varias plataformas, incluyendo el servicio Nintendo Power Super Famicom, Mega Man Anniversary Collection, Wii U Virtual Console, New Nintendo 3DS Virtual Console y Mega Man Legacy Collection 2, con una versión para Nintendo Switch lanzada en mayo de 2018.